# Lifemark
Lifemark é um filme de 2022 da indústria cinematográfica cristã do gênero drama dirigido por Kevin Peeples.

## Sinopse
Melissa (Marisa Hampton), em processo de aborto, decide no último minuto manter seu bebê e entregá-lo a uma agência de adoção. Ele é adotado por Jimmy Colton (Kirk Cameron) e Susan Colton (Rebecca Rogers Nelson). Dezoito anos depois, Melissa (Dawn Long) aborda a agência de adoção para entrar em contato com David (Raphael Ruggero), seu filho biológico.

## Elenco
- Raphael Ruggero : David Colton
- Kirk Cameron : Jimmy Colton
- Rebecca Rogers Nelson : Susan Colton
- Alex Kendrick : Shawn Cates
- Justin Sterner : Nate
- Dawn Long : Melissa Cates
- Marisa Hampton : Melissa Cates (jovem)

## Cenário
O filme é baseado na história de David Scotton, que ele contou durante um concurso de palestras pró-vida na Escola Secundária Católica Jesuíta em Nova Orleans em 2011. 
A história foi retomada pela Louisiana Right to Life, que financiou o documentário “I Lived on Parker Avenue”, lançado em 2018. Após o lançamento do documentário, Scotton foi contar seu testemunho em escolas secundárias católicas de diferentes estados. Em 2019, os irmãos Kendrick planejaram contar uma história pró-vida e começaram a adaptar essa narrativa. 

## Recepção
O filme ele levantou US$ 5 milhões em todo o mundo bilheteria.